# ペルオキソ二硫酸
ペルオキソ二硫酸（ペルオキソにりゅうさん、peroxydisulfuric acid）は、硫黄のオキソ酸のひとつ。化学式は H2S2O8、構造式は HO3SOOSO3H と書かれる。ペルオキシド構造を持ち、酸化性を示す。

## 生成方法
ペルオキソ二硫酸塩は硫酸塩水溶液を電極酸化して製造する。

## 用途
漂白剤、強い酸化剤、ラジカル開始剤として使用される。
加水分解により過酸化水素を生じるため、その生産に利用されたこともあった。
アンモニウム塩(ペルオキソ二硫酸アンモニウム：APS)はTEMEDとともにポリアクリルアミドゲル電気泳動(PAGE)のゲル作成時の重合開始剤として用いられる。